# Sapo-de-kihansi
O sapo-de-kihansi (Nectophrynoides asperginis) é uma espécie de sapo da família Bufonidae. Sofre o risco de desaparecer, uma vez que já não existe no ambiente selvagem, e vive somente em cativeiro. Esta espécie só é conhecida das cataratas de Kihansi, nas montanhas Udzungwa, Tanzânia. Eles habitavam a uma altitude que variava de 600 a 940 metros. Em 2006 foi feita uma pesquisa nas montanhas Udzungwa para coletar informações da espécie, porém nenhum animal ou população desse sapo foi encontrada. Já no ano de 2009, a IUCN, sem nenhum outro exemplar vivo no meio selvagem deste anfíbio, declarou que a espécie está Extinta na natureza.
Esta espécie já foi muito abundante em uma pequena área, com cerca de 17.000 sapos-de-kihansi. Outras pesquisas mostraram que a população diminuiu naturalmente para 11.000 entre 2001 e 2002, mas conseguiu se recuperar em 2003 com uma população estimada em 20.000 anfíbios. Entretanto após esse ano, a população entrou em um profundo declínio, até ao ponto em que, em 2004, foram encontrados apenas 3 sapos-de-kihansi em sua área. Depois do ano de 2005 a população já não foi mais vista.